# Priemgetalhiaat

Priemgetalhiaten kansverdeling voor eerste 1 miljoen priemgetallen.

Een priemgetalhiaat is het verschil tussen twee opeenvolgende priemgetallen. 
De eerste 30 priemgetalhiaten zijn:
1, 2, 2, 4, 2, 4, 2, 4, 6, 2, 6, 4, 2, 4, 6, 6, 2, 6, 4, 2, 6, 4, 6, 8, 4, 2, 4, 2, 4, 14
Het n-de priemgetalhiaat, aangeduid door gn, is het verschil tussen het n+1-de en het n-de priemgetal, dat wil zeggen
gn = pn+1 − pn.
g1 = 1, g2 = g3 = 2 en g4 = 4.
De rij (gn) van priemgetalhiaten is uitvoerig bestudeerd. Wiskundigen proberen te bewijzen dat er een oneindig aantal priemtweelingen is. Daartoe gaf Yitang Zhang op 13 mei 2013 een belangrijke bijdrage.